# 維拉諾海灘 (佛羅里達州)
維拉諾海灘（英語：Vilano Beach）是位於美國佛羅里達州聖約翰斯縣的一個人口普查指定地區。

## 地理
維拉諾海灘的座標為29°56′06″N 81°18′11″W / 29.93500°N 81.30306°W，而該地最高點為海拔高度3米（即10英尺）。

## 人口
根據2010年美國人口普查的數據，維拉諾海灘的面積為4.60平方千米，當中陸地面積為4.60平方千米，而水域面積為0.00平方千米。當地共有人口2678人，而人口密度為每平方千米582人。